# Jong FC Utrecht in het seizoen 2018/19
Jong FC Utrecht is het tweede elftal van FC Utrecht, met voornamelijk spelers die nog niet in aanmerking komen voor een plaats in de selectie van het eerste elftal. Het team is een mix van spelers uit de Jeugdopleiding, aangevuld met spelers uit andere jeugdopleidingen, amateurvoetbal en van andere betaaldvoetbalclubs. Alle spelers zijn jonger dan 23 jaar. Het team debuteerde in het seizoen 2016/17 in de Nederlandse Eerste divisie. Eerder speelde het in de beloftencompetitie. Het team speelt in de Jupiler League, maar mag door regels van de KNVB niet uitkomen in de KNVB beker.

## Nieuwe regels beloftenteams 2018
Op 7 juni 2018 maakte de KNVB bekend dat er een aantal nieuwe regels van toepassing zijn op de selecties van de Jong teams in het betaalde voetbal en amateurvoetbal.
- In de eerste divisie mogen niet meer dan 4 Jong teams spelen.
- Alleen spelers jonger dan 24 jaar mogen nog uitkomen in de Jong teams. Dit om de competities eerlijker te maken.

Aanvullend op bovenstaande regels:
- spelers van 18, 19 en 20 jaar mogen niet meer in Jong spelen als ze 18 wedstrijden in het 1e elftal hebben gespeeld.
- Spelers van 21 en 22 jaar mogen niet meer in Jong spelen als ze 7 wedstrijden in het 1e elftal hebben gespeeld.

## Geschiedenis
Jong FC Utrecht werd in het seizoen 2015/16 kampioen van de Beloften Eredivisie. Met de invoering van de nieuwe voetbalpiramide promoveerde Jong FC Utrecht hierdoor naar de Jupiler League. Jong FC Utrecht deed voor het eerst mee in het betaalde voetbal in het seizoen 2016/17. In dat seizoen werd de club 18e. Het 2e jaar in de Jupiler League verliep minder fraai, het team werd 20e en eindigde dus op de laatste plaats. Door een besluit van de KNVB kon de club dat seizoen niet degraderen. Dit seizoen wordt dus het 3e seizoen in de Eerste Divisie.
Door nieuwe afspraken met de clubs heeft de KNVB besloten dat er tot seizoen 2019/2020 geen degradatie zal komen naar de Tweede divisie. Hierdoor komt er na dit seizoen nog minimaal één seizoen bij in de Eerste divisie.

## Erelijst
| Competitie                   | Winnaar | Winnaar    |
| Competitie                   | Aantal  | Jaren      |
| ---------------------------- | ------- | ---------- |
| Beloften landskampioen       | 1×      | 2016       |
| Beloften kampioen 1e divisie | 2×      | 2011, 2015 |
| KNVB beker beloften          | 2×      | 2000, 2010 |

### Eerstedivisie vanaf 2016/17
| 18 |

| 20 |

| 19 |

| Eerste divisie |

In elke staaf van de grafiek staat van boven naar beneden vermeld: 
- Eindnotering

Dit is de positie die de club heeft bereikt in de competitie, zonder eventuele beslissings-, play-off- of nacompetitiewedstrijden die nodig zijn geweest om bijvoorbeeld de kampioen van de competitie te bepalen.
Indien een * achter het getal staat is de notering een tussenstand en kan het zijn dat de notering niet overeenkomt met de uiteindelijke eindstand van de competitie.
Staat er een - dan is het seizoen nog bezig en is er geen definitieve uitslag bekend.
Staat er xx op de positie van de notering, dan heeft de club vroegtijdig de competitie verlaten. Dit kan onder andere komen door terugtrekking van het team, faillissement van de club of door een uitgedeelde straf van de KNVB. In veel gevallen staat elders in het artikel de reden vermeld.
Staat er een ? dan is het resultaat uit het verleden onbekend, en is alleen de competitie of het niveau bekend van dat seizoen.
In de seizoenen 2019/20 en 2020/21 werd wegens de coronacrisis het amateurvoetbal afgebroken. Daardoor kennen deze staven geen eindklassering (middels -- weergegeven).
- Competitieniveau en afdelingsletter of Officiële eindstand Eredivisie
  - Competitieniveau en afdelingsletter

Hierbij geeft het getal het niveau weer, dat ook terug te vinden is in de legenda. De letter is de afdelingsaanduiding en wordt gebruikt wanneer er meer afdelingen zijn op hetzelfde niveau. De afdelingsletter is altijd een hoofdletter en wordt meestal zonder nummer gebruikt.
Voorbeeld: 2F is niveau 2e klasse competitie F.
Het competitieniveau en nummer wordt niet vermeld wanneer er slechts één competitie van dit niveau was.
  - Officiële eindstand Eredivisie (getal staat tussen haakjes vermeld)

Sinds de introductie van play-offwedstrijden voor Europees voetbal na afloop van de reguliere competitie in 2005/06, is de KNVB verplicht een eindstand van de Eredivisie door te geven aan de UEFA aan de hand van deze play-offwedstrijden.
Bij deze eindstand staan clubs die zich hebben gekwalificeerd voor Europees voetbal hoger dan clubs die zich niet wisten te kwalificeren. Indien er geen verschil was tussen de eindnotering en de officiële eindstand, staat dit getal niet vermeld.

- Onderafdeling

Hier staat afgekort de naam van de onderafdeling indien de club in dat jaar in een onderafdeling uitkwam. Tevens staat deze afkorting in de legenda en wordt gelinkt naar het artikel over deze onderafdeling. Deze afkorting wordt alleen vermeld wanneer de club in het verleden in verschillende onderafdelingen heeft gespeeld. Deze vermelding is in de staaf altijd in kleine letters. Deze onderafdelingen zijn na het seizoen 1995/96 afgeschaft. Heeft de club in slechts één onderafdeling gespeeld, dan is dit alleen terug te vinden in de legenda.
Onder de staaf staat het jaartal vermeld waarin het seizoen is afgesloten. 15 verwijst naar het seizoen 2014/15 of eventueel het seizoen 1914/15.
Wanneer een staaf leeg is, zijn deze gegevens niet bekend. Het kan ook zijn dat de club dat seizoen niet heeft meegespeeld op het hogere amateurniveau, vroegtijdig de competitie heeft verlaten of uit de competitie is gezet.

In het seizoen 1944/45 was er wegens de Tweede Wereldoorlog geen regulier competitievoetbal.

## Voorbereiding op het seizoen
- Diverse spelers uit de selectie trainen en spelen mee met FC Utrecht tijdens de voorbereiding op het nieuwe seizoen. Hoogenhout, Venema, Sow en Zwartjens mogen zich bewijzen bij de ploeg van Jean-Paul de Jong.
- FC Utrecht heeft het trainingskamp belegd in Oostenrijk. Hoogenhout, Venema, Sow, Zwartjens en Christopher Mamengi zijn opgenomen in de selectie van het trainingskamp.
- Vanuit de FC Utrecht o19 zijn Benis Belesi, Constantin Dragoș Albu, Sylian Mokono, Gabriël Çulhacı, Sylian Mokono, Christopher Mamengi en Rayan El Azrak doorgestroomd naar Jong FC Utrecht. Adriaan Kruisheer en Tarik Evre waren op proef om een contract te verdienen, maar hebben geen contract weten te bemachtigen. Kruisheer sloot zich vervolgens aan bij Sparta Nijkerk, Evre bleef zonder club zitten.

## Selectie

### Spelers
De vaste selectie van Jong FC Utrecht, waarmee het seizoen wordt begonnen. In deze lijst zijn geen spelers van het eerste elftal of de A-junioren opgenomen. 
| Nat.                 | Naam                   | Contract     | Seizoen* | Vorige club                   | Bijzonderheid                    |         |
| Keepers              | Keepers                | Keepers      | Keepers  | Keepers                       | Keepers                          | Keepers |
| -------------------- | ---------------------- | ------------ | -------- | ----------------------------- | -------------------------------- | ------- |
| Vlag van Nederland   | Thijmen Nijhuis        | 30 juni 2019 | 3e       | eigen jeugdopleiding          | optie voor 1 extra seizoen       |         |
| Vlag van Nederland   | Fabian de Keijzer      | 30 juni 2022 | 1e       | eigen jeugdopleiding          | optie voor 1 extra seizoen       |         |
| Vlag van Nederland   | Maarten Paes           | 30 juni 2021 | 1e       | NEC Nijmegen                  | optie voor 1 extra seizoen       |         |
| Verdedigers          |                        |              |          |                               |                                  |         |
| Vlag van Nederland   | Redouan El Yaakoubi    | 30 juni 2020 | 2e       | VV De Meern                   | optie voor 1 extra seizoen       |         |
| Vlag van Nederland   | Ruben Hoogenhout       | 30 juni 2020 | 2e       | eigen jeugdopleiding          | optie voor 1 extra seizoen       |         |
| Vlag van Nederland   | Gabriël Çulhacı        | 30 juni 2020 | 1e       | eigen jeugdopleiding          | optie voor 1 extra seizoen       |         |
| Vlag van Nederland   | Sylian Mokono          | 30 juni 2020 | 1e       | eigen jeugdopleiding          | optie voor 1 extra seizoen       |         |
| Vlag van Nederland   | Nick Lim               | 30 juni 2019 | 3e       | eigen jeugdopleiding          |                                  |         |
| Vlag van Nederland   | Junior van der Velden  | 30 juni 2021 | 3e       | eigen jeugdopleiding          | optie voor 1 extra seizoen       |         |
| Vlag van Nederland   | Robin Zwartjens        | 30 juni 2019 | 2e       | Feyenoord                     | optie voor 1 extra seizoen       |         |
| Vlag van Nederland   | Christopher Mamengi    | 30 juni 2021 | 1e       | eigen jeugdopleiding          |                                  |         |
| Middenvelders        |                        |              |          |                               |                                  |         |
| Vlag van Nederland   | Tim Brinkman           | 30 juni 2020 | 3e       | eigen jeugdopleiding          | optie voor 1 extra seizoen       |         |
| Vlag van Nederland   | Rayan El Azrak         | 30 juni 2020 | 1e       | eigen jeugdopleiding          | optie voor 1 extra seizoen       |         |
| Vlag van Roemenië    | Constantin Dragoș Albu | 30 juni 2020 | 1e       | Scoala de fotbal Gica Popescu |                                  |         |
| Vlag van Nederland   | Shayne Pattynama       | 30 juni 2019 | 2e       | eigen jeugdopleiding          |                                  |         |
| Vlag van België      | Mehdi Lehaire          | 30 juni 2020 | 1e       | Lierse SK                     | optie voor 1 extra seizoen       |         |
| Vlag van Nederland   | Rick Mulder            | 30 juni 2019 | 3e       | RKC Waalwijk                  | optie voor 1 extra seizoen       |         |
| Vlag van Nederland   | Samir Ben Sallam       | 30 juni 2021 | 1e       | Ajax                          |                                  |         |
| Vlag van Zuid-Afrika | Tashreeq Matthews      | 30 juni 2019 | 1e       | Borussia Dortmund             | huurovereenkomst, optie tot koop |         |
| Vlag van Hongkong    | Dai Wai-tsun           | 30 juni 2019 | 1e       | Oxford United                 | huurovereenkomst, optie tot koop |         |
| Aanvallers           |                        |              |          |                               |                                  |         |
| Vlag van Nederland   | Mohamed Mallahi        | 30 juni 2022 | 2e       | eigen jeugdopleiding          |                                  |         |
| Vlag van Nederland   | Nick Venema            | 30 juni 2023 | 3e       | eigen jeugdopleiding          |                                  |         |
| Vlag van België      | Othman Boussaid        | 30 juni 2021 | 1e       | Lierse SK                     | optie voor 1 extra seizoen       |         |
| Vlag van Duitsland   | Jonas Arweiler         | 30 juni 2020 | 1e       | Borussia Dortmund             | optie voor 2 extra seizoenen     |         |
| Vlag van Nederland   | Jeredy Hilterman       | 30 juni 2019 | 2e       | Willem II                     | optie voor 1 extra seizoen       |         |
| Vlag van Nederland   | Mitchell van Rooijen   | 30 juni 2020 | 3e       | eigen jeugdopleiding          | optie voor 1 extra seizoen       |         |
| Vlag van Frankrijk   | Keelan Lebon           | 30 juni 2019 | 1e       | Paris FC                      | huurovereenkomst, optie tot koop |         |
| Vlag van Nederland   | Tim Freriks            | 30 juni 2019 | 1e       | FC Groningen                  | contract op amateurbasis         |         |

```
* = Het aantal seizoenen bij Jong FC Utrecht in de Jupiler League. De seizoenen in de beloftencompetitie zijn niet meegerekend.
```

### Aangetrokken
Zomer 2018
| Nat. | Naam                | Van                       | Bijzonderheden     |
| ---- | ------------------- | ------------------------- | ------------------ |
| NED  | Mohamed Mallahi     | FC Utrecht Academie - o19 | promotie naar Jong |
| DUI  | Jonas Arweiler      | Borussia Dortmund         | transfervrij       |
| NED  | Samir Ben Sallam    | Ajax                      | transfervrij       |
| NED  | Maarten Paes        | NEC Nijmegen              | transfervrij       |
| BEL  | Othman Boussaid     | Lierse SK                 | transfervrij       |
| BEL  | Mehdi Lehaire       | Lierse SK                 | transfervrij       |
| NED  | Christopher Mamengi | FC Utrecht Academie - o19 | promotie naar Jong |
| NED  | Gabriël Çulhacı     | FC Utrecht Academie - o19 | promotie naar Jong |
| NED  | Rayan El Azrak      | FC Utrecht Academie - o19 | promotie naar Jong |
| NED  | Sylian Mokono       | FC Utrecht Academie - o19 | promotie naar Jong |
| NED  | Fabian de Keijzer   | FC Utrecht Academie - o19 | promotie naar Jong |

winter 2019
| Nat. | Naam              | Van               | Bijzonderheden                   |
| ---- | ----------------- | ----------------- | -------------------------------- |
| FRA  | Keelan Lebon      | Paris FC          | huurovereenkomst, optie tot koop |
| ZAF  | Tashreeq Matthews | Borussia Dortmund | huurovereenkomst, optie tot koop |
| NED  | Tim Freriks       | FC Groningen      | speelt op amateurbasis           |
| HKG  | Dai Wai-tsun      | Oxford United     | huur met optie tot koop          |

### Vertrokken
Zomer 2018
| Nat. | Naam                 | Naar                  | Bijzonderheden                             |
| ---- | -------------------- | --------------------- | ------------------------------------------ |
| NED  | Odysseus Velanas     | FC Utrecht            | promotie naar het 1e                       |
| NED  | Menno Heus           | onbekend              | aflopend contract                          |
| NED  | Joost Meendering     | AVV Swift             | aflopend contract                          |
| NED  | Maarten Peijnenburg  | FC Dordrecht          | aflopend contract                          |
| NED  | Bart Sinteur         | VV Katwijk            | aflopend contract                          |
| NED  | Conner Blöte         | USV Hercules          | aflopend contract                          |
| NED  | Louk Dekkers         | Koninklijke HFC       | aflopend contract                          |
| NED  | Jan-Willem Tesselaar | VV Katwijk            | aflopend contract                          |
| TUR  | Tufan Özbozkurt      | onbekend              | aflopend amateurcontract                   |
| NED  | Gino Demon           | Rijnsburgse Boys      | contract ingeleverd tijdens vorige seizoen |
| BEL  | Benis Belesi         | Jong KV Oostende      | contract ontbonden na goed overleg         |
| MAR  | Karim Loukili        | Chabab Rif Al Hoceima | transfer (transfersom onbekend)            |

Tijdens het seizoen
| Nat. | Naam              | Naar                  | Bijzonderheden                             |
| ---- | ----------------- | --------------------- | ------------------------------------------ |
| NED  | Nick Venema       | FC Utrecht            | promotie naar het 1e                       |
| BEL  | Othman Boussaid   | FC Utrecht            | promotie naar het 1e                       |
| NED  | Sylla Sow         | RKC Waalwijk          | wintertransfer (transfersom onbekend)      |
| NED  | Odysseus Velanas  | Helmond Sport         | wintertransfer - verhuur tot einde seizoen |
| NED  | Rick van der Meer | VV Katwijk (amateurs) | contract ontbonden in goed overleg         |

### Contractnieuws
- Fabian de Keijzer verlengt op 24 december 2018 zijn contract tot 2022 met een optie voor een extra seizoen.[19]
- Tim Brinkman verlengt op 3 januari 2019 zijn contract tot 2020 met een optie voor een extra seizoen.[20]
- Rick van der Meer vertrekt op 21 januari 2019 naar VV Katwijk, het contract is in goed overleg met de club ontbonden[21]
- Davy van den Berg komt met ingang van volgend seizoen naar de club. Hij tekende op 13 februari 2019 een contract tot 2021 met een optie voor een extra seizoen.[22]
- Junior van der Velden verlengt op 12 maart 2019 zijn aflopende contract tot 2021 met een optie voor een extra seizoen.[23]

### Technische staf
Robin Pronk blijft aan als hoofdtrainer. FC Utrecht besloot om het contract met een jaar te verlengen, tot het einde van dit seizoen. Na het seizoen wordt er opnieuw gekeken of de club en trainer met elkaar doorgaan. Sander Keller gaat voor zijn 2e seizoen als assistent trainer. Op 14 februari 2019 werd bekend dat dit het laatste seizoen is van Robin Pronk
| Naam                | Functie           |
| ------------------- | ----------------- |
| Robin Pronk         | Hoofdtrainer      |
| Sander Keller       | Assistent trainer |
| Kevin van Veen      | Keeperstrainer    |
| René van der Linden | Teammanager       |
| Roland Jansen       | Fysiotherapeut    |

### Internationals
Diverse spelers van Jong FC Utrecht worden dit seizoen geselecteerd als (jeugd)international. Hieronder volgen alleen (voormalig) jeugdinternationals uit de selectie die nog geselecteerd kunnen worden voor jeugdelftallen van diverse landen. 
| Speler                 | International van       | Selecties dit seizoen             | Laatste selectie   | Interlands seizoen | Doelpunten | Overige jeugdelftallen | Totaal interlands | Totaal doelpunten | Bijzonderheden                                              |
| ---------------------- | ----------------------- | --------------------------------- | ------------------ | ------------------ | ---------- | ---------------------- | ----------------- | ----------------- | ----------------------------------------------------------- |
| Maarten Paes           | Oranje O-20 Oranje O-21 | sept 2018 okt, nov 2018, mrt 2019 | sept 2018 met 2019 | 2 0                | 0          | o19, o18               | 2                 | 0                 | -                                                           |
| Thijmen Nijhuis        | Oranje O-20             | nov 2018, mrt 2019                | mrt 2019           | 1                  | 0          | o19, o18, o17, o16     | 10                | 0                 | -                                                           |
| Othman Boussaid        | België O-19             | okt, nov 2018, mrt 2019           | mrt 2019           | 4                  | 0          | o18, o17               | 18                | 1                 | -                                                           |
| Christopher Mamengi    | Oranje O-18             | okt, nov 2018, mrt 2019           | mrt 2019           | 2                  | 0          | o16, o17               | 14                | 0                 | Europees Kampioen met o17 (2018), trainingsstage oranje o18 |
| Mohamed Mallahi        | Oranje O-19             | sept, okt, nov 2018               | nov 2018           | 6                  | 2          | o17, o16               | 28                | 3                 | -                                                           |
| Fabian de Keijzer      | Oranje O-19             | sept,nov 2018                     | nov 2018           | 2                  | 0          | o18, o17               | 11                | 0                 | -                                                           |
| Constantin Dragoș Albu | Roemenië O-18           | sept 2018, nov 2018               | nov 2018           | 3                  | 0          | o17,o16                | 11                | 1                 | Aanvoerder o16, o17, o18                                    |
| Tashreeq Matthews      | Zuid-Afrika O-20        | sept 2018                         | sept 2018          | 1                  | 1          | -                      | 1                 | 1                 | -                                                           |
| Stijn Schilder         | Oranje O-18             | geen selectie                     | maart 2018         | 0                  | 0          | o15                    | 1                 | 0                 | -                                                           |
| Mitchell van Rooijen   | Oranje O-20             | geen selectie                     | november 2017      | 0                  | 0          | o19, o18               | 11                | 1                 | -                                                           |
| Nick Venema            | Oranje O-19             | geen selectie                     | november 2017      | 0                  | 0          | o17                    | 7                 | 2                 | -                                                           |
| Tommy St. Jago         | Oranje O-18             | geen selectie                     | november 2017      | 0                  | 0          | o17                    | 5                 | 0                 | -                                                           |
| Robin Zwartjens        | Oranje O-19             | geen selectie                     | juli 2017          | 0                  | 0          | -                      | 2                 | 0                 | -                                                           |
| Jonas Arweiler         | Duitsland O-20          | geen selectie                     | mei 2017           | 0                  | 0          | o16                    | 8                 | 1                 | -                                                           |
| Gabriël Çulhacı        | Oranje O-18             | geen selectie                     | maart 2017         | 0                  | 0          | -                      | 5                 | 0                 | -                                                           |
| Dereck Darkwa          | Oranje O-17             | geen selectie                     | september 2016     | 0                  | 0          | o16, o15               | 17                | 2                 | -                                                           |
| Ruben Hoogenhout       | Oranje O-16             | geen selectie                     | april 2016         | 0                  | 0          | -                      | 4                 | 0                 | -                                                           |

## Wedstrijden
Jong FC Utrecht speelt de competitieduels in de Jupiler League. De KNVB heeft bepaald dat beloftenteams niet mogen uitkomen in de KNVB beker. Er worden daarom oefenwedstrijden georganiseerd tijdens het seizoen.

### Wedstrijdlocatie
De "thuishaven" van Jong FC Utrecht is sportcomplex Zoudenbalch. Vanaf dit seizoen speelt het team zijn wedstrijden op het eigen sportcomplex, gecombineerd met De Galgenwaard, het stadion waar het 1e team van FC Utrecht hun thuiswedstrijden speelt. De afgelopen seizoenen speelde het team de meeste wedstrijden op de Westmaat, het complex van IJsselmeervogels.

### Voorbereiding op het seizoen
| Wedstrijd | Datum               | Tijd      | Tegenstander       | Locatie                             | Uitslag     |
| --------- | ------------------- | --------- | ------------------ | ----------------------------------- | ----------- |
| 01        | za 07 juli 2018     | 13.00 uur | Jong PSV           | De Herdgang, Eindhoven              | 1-0 verlies |
| 02        | wo 11 juli 2018     | -         | Jong Ajax          | Sportcomplex De Toekomst, Amsterdam | 2-0 verlies |
| 03        | za 14 juli 2018     | 16.00 uur | Maccabi Haifa      | Sportpark de Meeren, Baarlo         | 0-6 verlies |
| 04        | wo 18 juli 2018     | 14.00 uur | Jong NEC           | Sportcomplex Zoudenbalch, Utrecht   | 3-0 zege    |
| 05        | vr 27 juli 2018     | 16.00 uur | Kayserispor        | Sportpark IJsselzicht, Rheden       | 0-1 verlies |
| 06        | di 31 juli 2018     | 14.00 uur | Jong FC Schalke 04 | Helker Berg, Billerbeck(Dui)        | 3-1 verlies |
| 07        | vr 03 augustus 2018 | 14.30 uur | Jong Almere City   | Sportcomplex Zoudenbalch, Utrecht   | 1-2 verlies |
| 08        | vr 10 augustus 2018 | 14.30 uur | Top Oss            | KNVB Sportcentrum, Zeist            | 1-1         |

### Tijdens het seizoen
| Wedstrijd | Datum                | Tijd      | Tegenstander       | Locatie                                     | Uitslag     |
| --------- | -------------------- | --------- | ------------------ | ------------------------------------------- | ----------- |
| 01        | zo 02 september 2018 | 12.00 uur | VV De Meern        | Sportcomplex Zoudenbalch, Utrecht           | 1-2 verlies |
| 02        | do 26 september 2018 | 14.00 uur | Jong FC Schalke 04 | Sportpark Voordorp, Utrecht                 | 1-1         |
| 03        | wo 17 oktober 2018   | 14.00 uur | China o21          | Sportcomplex Zoudenbalch, Utrecht           | 0-0         |
| 04        | ma 29 oktober 2018   | 14.30 uur | Jong SC Cambuur    | Sportpark Voordorp, Utrecht                 | 3-1 zege    |
| 05        | di 27 november 2018  | 14.00 uur | Jong Almere City   | Sportpark Voordorp, Utrecht                 | 2-2         |
| 06        | za 05 januari 2019   | 14.30 uur | Jong Sparta        | RMC Jeugdcomplex Nieuw Terbregge, Rotterdam | 2-1 verlies |
| 07        | ma 21 januari 2019   | 14.00 uur | Heracles Almelo    | Polman Stadion, Almelo                      | 2-0 verlies |

### Eerste Divisie
| Speelronde | Datum                | Tijd      | Tegenstander     | Locatie                              | Uitslag | punten  | positie |
| ---------- | -------------------- | --------- | ---------------- | ------------------------------------ | ------- | ------- | ------- |
| 01         | vr 17 augustus 2018  | 20.00 uur | Go Ahead Eagles  | De Adelaarshorst, Deventer           | 5-0     | 0 (+0)  | 20      |
| 02         | ma 27 augustus 2018  | 20.00 uur | N.E.C.           | Stadion Galgenwaard, Utrecht         | 1-2     | 0 (+0)  | 20      |
| 03         | vr 31 augustus 2018  | 20.00 uur | Telstar          | Rabobank IJmond Stadion, Velsen      | 2-0     | 0 (+0)  | 20      |
| 04         | vr 7 september 2018  | 20.00 uur | Jong PSV         | Sportcomplex Zoudenbalch, Utrecht    | 3-2     | 3 (+3)  | 16 (+4) |
| 05         | vr 14 september 2018 | 20.00 uur | Almere City      | Yanmar Stadion, Almere               | 3-1     | 3 (+0)  | 17 (-1) |
| 06         | vr 21 september 2018 | 20.00 uur | SC Cambuur       | Stadion Galgenwaard, Utrecht         | 0-0     | 4 (+1)  | 16 (+1) |
| 07         | ma 01 oktober 2018   | 20.00 uur | MVV              | Stadion Galgenwaard, Utrecht         | 0-0     | 5 (+1)  | 16      |
| 08         | vr 05 oktober 2018   | 20.00 uur | TOP Oss          | Frans Heesen Stadion,Oss             | 2-1     | 5 (+0)  | 19 (-3) |
| 09         | vr 12 oktober 2018   | 20.00 uur | Jong AZ          | AFAS Trainingscomplex, Alkmaar       | 2-2     | 6 (+1)  | 18 (+1) |
| 10         | ma 22 oktober 2018   | 20.00 uur | FC Twente        | Stadion Galgenwaard, Utrecht         | 1-6     | 6 (+0)  | 18      |
| 11         | vr 26 oktober 2018   | 20.00 uur | RKC Waalwijk     | Mandemakers Stadion, Waalwijk        | 3-2     | 6 (+0)  | 20 (-2) |
| 12         | vr 02 november 2018  | 20.00 uur | Roda JC          | Sportcomplex Zoudenbalch, Utrecht    | 1-2     | 6 (+0)  | 20      |
| 13         | vr 09 november 2018  | 20.00 uur | Sparta Rotterdam | Het Kasteel, Rotterdam               | 4-2     | 6 (+0)  | 20      |
| 14         | di 20 november 2018  | 20.00 uur | Jong Ajax        | Stadion Galgenwaard, Utrecht         | 4-3     | 9 (+3)  | 18 (+2) |
| 15         | vr 23 november 2018  | 20.00 uur | FC Volendam      | Kras Stadion, Volendam               | 2-0     | 9 (+0)  | 18      |
| 16         | ma 03 december 2018  | 20.00 uur | FC Den Bosch     | Stadion Galgenwaard, Utrecht         | 1-1     | 10 (+1) | 18      |
| 17         | vr 07 december 2018  | 20.00 uur | FC Eindhoven     | Jan Louwers Stadion, Eindhoven       | 0-0     | 11 (+1) | 18      |
| 18         | vr 14 december 2018  | 20.00 uur | FC Dordrecht     | Sportcomplex Zoudenbalch, Utrecht    | 4-1     | 14 (+3) | 17 (+1) |
| 19         | vr 21 december 2018  | 20.00 uur | Helmond Sport    | Lavans Stadion, Helmond              | 2-0     | 14 (+0) | 17      |
| 20         | zo 13 januari 2019   | 14.30 uur | Jong AZ          | Sportcomplex Zoudenbalch, Utrecht    | 1-3     | 14 (+0) | 17      |
| 21         | vr 18 januari 2019   | 20.00 uur | FC Twente        | Grolsch Veste, Enschede              | 1-0     | 14 (+0) | 18 (-1) |
| 22         | ma 28 januari 2019   | 20.00 uur | RKC Waalwijk     | Stadion Galgenwaard, Utrecht         | 1-2     | 14 (+0) | 19 (-1) |
| 23         | vr 01 februari 2019  | 20.00 uur | N.E.C.           | Goffertstadion, Nijmegen             | 4-1     | 14 (+0) | 19      |
| 24         | ma 11 februari 2019  | 20.00 uur | Go Ahead Eagles  | Stadion Galgenwaard, Utrecht         | 2-4     | 14 (+0) | 20 (-1) |
| 25         | vr 15 februari 2019  | 20.00 uur | MVV              | De Geusselt, Maastricht              | 4-2     | 14 (+0) | 20      |
| 26         | ma 25 februari 2019  | 20.00 uur | TOP Oss          | Sportcomplex Zoudenbalch, Utrecht    | 1-2     | 14 (+0) | 20      |
| 27         | vr 01 maart 2019     | 20.00 uur | Telstar          | Sportcomplex Zoudenbalch, Utrecht    | 0-1     | 14 (+0) | 20      |
| 28         | vr 08 maart 2019     | 20.00 uur | Jong PSV         | De Herdgang, Eindhoven               | 3-1     | 14 (+0) | 20      |
| 29         | vr 15 maart 2019     | 20.00 uur | FC Eindhoven     | Sportcomplex Zoudenbalch, Utrecht    | 1-3     | 14 (+0) | 20      |
| 30         | ma 25 maart 2019     | 20.00 uur | Jong Ajax        | Sportpark De Toekomst, Amsterdam     | 3-3     | 15 (+1) | 20      |
| 31         | vr 29 maart 2019     | 20.00 uur | Sparta Rotterdam | Stadion Galgenwaard, Utrecht         | 1-5     | 15 (+0) | 20      |
| 32         | ma 01 april 2019     | 20.00 uur | Roda JC          | Parkstad Limburg Stadion, Kerkrade   | 2-1     | 15 (+0) | 20      |
| 33         | vr 05 april 2019     | 20.00 uur | Almere City      | Sportcomplex Zoudenbalch, Utrecht    | 0-2     | 15 (+0) | 20      |
| 34         | vr 12 april 2019     | 20.00 uur | SC Cambuur       | Cambuurstadion, Leeuwarden           | 4-1     | 15 (+0) | 20      |
| 35         | vr 19 april 2019     | 20.00 uur | FC Den Bosch     | Stadion De Vliert, Den Bosch         | 2-2     | 16 (+1) | 20      |
| 36         | ma 22 april 2019     | 20.00 uur | FC Volendam      | Sportcomplex Zoudenbalch, Utrecht    | 3-1     | 19 (+3) | 20      |
| 37         | vr 26 april 2019     | 20.00 uur | Helmond Sport    | Sportcomplex Zoudenbalch, Utrecht    | 1-1     | 20 (+1) | 20      |
| 38         | vr 13 mei 2019       | 20.00 uur | FC Dordrecht     | Riwal Hoogwerkers Stadion, Dordrecht | 1-2     | 23 (+3) | 19 (+1) |

## Statistieken

### Spelersstatistieken
Dit seizoen zijn er 34 verschillende spelers gebruikt. De statistieken zijn gemaakt op basis van de wedstrijdverslagen op de website van de club. 
| Land                 | Speler                 | Duels | Minuten | Gem.min. | Doelpunten | Team     |
| -------------------- | ---------------------- | ----- | ------- | -------- | ---------- | -------- |
| Vlag van Nederland   | Christopher Mamengi    | 19    | 1392    | 73       | 0          | Jong     |
| Vlag van Roemenië    | Constantin Dragoș Albu | 12    | 808     | 67       | 1          | Jong     |
| Vlag van Hongkong    | Dai Wai-tsun           | 12    | 807     | 67       | 0          | Jong     |
| Vlag van Nederland   | Dereck Darkwa          | 2     | 26      | 13       | 0          | o19*     |
| Vlag van Nederland   | Fabian de Keijzer      | 6     | 482     | 80       | 0          | Jong     |
| Vlag van Nederland   | Gabriël Çulhacı        | 28    | 2376    | 85       | 0          | Jong     |
| Vlag van Nederland   | Giovanni de la Vega    | 2     | 31      | 16       | 0          | o19      |
| Vlag van Nederland   | Jeredy Hilterman       | 11    | 600     | 55       | 2          | Jong     |
| Vlag van Duitsland   | Jonas Arweiler         | 29    | 1837    | 63       | 5          | Jong     |
| Vlag van Nederland   | Junior van der Velden  | 32    | 2414    | 75       | 2          | Jong     |
| Vlag van Frankrijk   | Keelan Lebon           | 17    | 1447    | 85       | 3          | Jong     |
| Vlag van Nederland   | Maarten Paes           | 9     | 810     | 90       | 0          | Jong     |
| Vlag van Nederland   | Mark Pabai             | 11    | 959     | 87       | 1          | o19      |
| Vlag van België      | Mehdi Lehaire          | 19    | 1006    | 53       | 1          | Jong     |
| Vlag van Nederland   | Mitchell van Rooijen   | 22    | 1365    | 62       | 4          | Jong     |
| Vlag van Nederland   | Mohamed Mallahi        | 33    | 2000    | 61       | 1          | Jong     |
| Vlag van Nederland   | Nick Lim               | 2     | 93      | 47       | 1          | Jong     |
| Vlag van Nederland   | Nick Venema            | 23    | 1859    | 81       | 16         | 1e       |
| Vlag van Nederland   | Odysseus Velanas       | 13    | 1085    | 83       | 1          | 1e/Jong* |
| Vlag van België      | Othman Boussaid        | 3     | 238     | 79       | 0          | 1e       |
| Vlag van Nederland   | Rayan El Azrak         | 21    | 1438    | 68       | 2          | Jong     |
| Vlag van Nederland   | Reda Akmum             | 5     | 268     | 54       | 0          | o19      |
| Vlag van Nederland   | Redouan El Yaakoubi    | 19    | 1028    | 54       | 0          | Jong     |
| Vlag van Nederland   | Rick van der Meer      | 10    | 630     | 63       | 0          | Jong*    |
| Vlag van Nederland   | Rick Mulder            | 9     | 431     | 48       | 0          | Jong     |
| Vlag van Nederland   | Robin Zwartjens        | 0     | 0       | 0        | 0          | Jong     |
| Vlag van Nederland   | Ruben Hoogenhout       | 24    | 1950    | 81       | 1          | Jong     |
| Vlag van Nederland   | Samir Ben Sallam       | 0     | 0       | 0        | 0          | Jong     |
| Vlag van Nederland   | Shayne Pattynama       | 24    | 1643    | 68       | 1          | Jong     |
| Vlag van Nederland   | Sylian Mokono          | 20    | 1338    | 67       | 1          | Jong     |
| Vlag van Nederland   | Sylla Sow              | 15    | 1139    | 76       | 4          | Jong*    |
| Vlag van Zuid-Afrika | Tashreeq Matthews      | 4     | 46      | 12       | 0          | Jong     |
| Vlag van Nederland   | Thijmen Nijhuis        | 24    | 2128    | 89       | 0          | Jong     |
| Vlag van Nederland   | Tim Brinkman           | 37    | 3198    | 86       | 0          | Jong     |
| Vlag van Nederland   | Tim Freriks            | 4     | 104     | 26       | 0          | Jong     |
| Vlag van Nederland   | Tommy St. Jago         | 7     | 611     | 87       | 0          | o19      |

```
* Tijdens het seizoen vertrokken
```

### Topscorers en assists
| Nr. | Land               | Speler                 | Goals | Assists | Wedstrijden |
| --- | ------------------ | ---------------------- | ----- | ------- | ----------- |
| 1   | Vlag van Nederland | Nick Venema            | 16    | 3       | 21          |
| 2   | Vlag van Duitsland | Jonas Arweiler         | 5     | 3       | 26          |
| 3   | Vlag van Nederland | Sylla Sow              | 4     | 1       | 15*         |
| 4   | Vlag van Nederland | Mitchell van Rooijen   | 4     | 0       | 22          |
| 5   | Vlag van Nederland | Rayan El Azrak         | 2     | 6       | 21          |
| 6   | Vlag van Nederland | Junior van der Velden  | 2     | 1       | 32          |
| 7   | Vlag van Nederland | Jeredy Hilterman       | 2     | 0       | 11          |
| 8   | Vlag van Frankrijk | Keelan Lebon           | 2     | 0       | 17          |
| 9   | Vlag van Nederland | Mohamed Mallahi        | 1     | 4       | 33          |
| 10  | Vlag van Nederland | Mark Pabai             | 1     | 1       | 11          |
| 11  | Vlag van Roemenië  | Constantin Dragoș Albu | 1     | 1       | 12          |
| 12  | Vlag van Nederland | Odysseus Velanas       | 1     | 1       | 13*         |
| 13  | Vlag van Nederland | Mehdi Lehaire          | 1     | 1       | 19          |
| 14  | Vlag van Nederland | Nick Lim               | 1     | 0       | 2           |
| 15  | Vlag van Nederland | Sylian Mokono          | 1     | 0       | 20          |
| 16  | Vlag van Nederland | Ruben Hoogenhout       | 1     | 0       | 24          |
| 17  | Vlag van Nederland | Tim Brinkman           | 0     | 3       | 37          |
| 18  | Vlag van België    | Othman Boussaid        | 0     | 1       | 3           |
| 19  | Vlag van Nederland | Tim Freriks            | 0     | 1       | 4           |
| 20  | Vlag van Nederland | Maarten Paes           | 0     | 1       | 9           |
| 21  | Vlag van Hongkong  | Dai Wai-tsun           | 0     | 1       | 12          |
| 22  | Vlag van Nederland | Gabriël Çulhacı        | 0     | 1       | 28          |

### Eigen doelpunt tegenstander
| Speelronde | Speler     | Club      |
| ---------- | ---------- | --------- |
| 14         | Boy Kemper | Jong Ajax |

- Deze lijst is bijgewerkt na speelronde 18

### Eigen doelpunt
| Speelronde | Speler                | Club       |
| ---------- | --------------------- | ---------- |
| 13         | Rick van der Meer     | Sparta     |
| 34         | Junior van der Velden | SC Cambuur |

- Deze lijst is bijgewerkt na speelronde 37

### Overzicht kaarten en schorsingen
| Speler                | Wed | Gele kaart(en) | Twee gele kaarten in 1 wedstrijd aan dezelfde speler | Rode kaart | Schorsing |
| --------------------- | --- | -------------- | ---------------------------------------------------- | ---------- | --- |
| Gabriël Çulhacı       | 23  | 6              | 0                                                    | 0          | speelronde 17 tegen FC Eindhoven door 5 gele kaarten, geschorst bij volgende gele kaart                        |
| Sylian Mokono         | 20  | 5              | 1                                                    | 0          | Speelronde 11 tegen RKC Waalwijk door 2x geel tegen FC Twente, speelronde 26 tegen Top Oss door 5 gele kaarten |
| Tim Brinkman          | 32  | 5              | 0                                                    | 0          | Speelronde 27 tegen Telstar door 5 gele kaarten                                                                |
| Jonas Arweiler        | 25  | 5              | 0                                                    | 0          | Speelronde 32 tegen Almere City door 5 gele kaarten                                                            |
| Junior van der Velden | 28  | 4              | 1                                                    | 0          | Speelronde 12 tegen Roda JC, door 2x geel tegen RKC Waalwijk                                                   |
| Mitchell van Rooijen  | 15  | 4              | 0                                                    | 0          | geschorst bij volgende gele kaart                                                                              |
| Mohamed Mallahi       | 30  | 3              | 0                                                    | 0          | - |
| Ruben Hoogenhout      | 24  | 3              | 0                                                    | 0          | - |
| Nick Venema           | 20  | 2              | 0                                                    | 0          | - |
| Rayan El Azrak        | 16  | 2              | 0                                                    | 0          | - |
| Christopher Mamengi   | 18  | 1              | 1                                                    | 0          | Speelronde 28 tegen Jong PSV, door 2x geel tegen Telstar                                                       |
| Redouan El Yaakoubi   | 19  | 1              | 0                                                    | 0          | - |
| Rick van der Meer     | 12  | 1              | 0                                                    | 0          | - |
| Mehdi Lehaire         | 14  | 1              | 0                                                    | 0          | - |
| Dragos Albu           | 12  | 1              | 0                                                    | 0          | - |
| Rick Mulder           | 9   | 1              | 0                                                    | 0          | - |
| Dai Wai-tsun          | 7   | 1              | 0                                                    | 0          | - |
| Dereck Darkwa         | 2   | 1              | 0                                                    | 0          | - |

- Deze lijst is bijgewerkt na speelronde 32

### Toeschouwers Stadion Galgenwaard
| speelronde | datum                | tegenstander     | toeschouwers | totaal toeschouwers | gem. toeschouwers |
| ---------- | -------------------- | ---------------- | ------------ | ------------------- | ----------------- |
| 02         | ma 27 augustus 2018  | N.E.C.           | 951          | 951                 | 951               |
| 06         | vr 21 september 2018 | SC Cambuur       | 473          | 1424                | 712               |
| 07         | ma 01 oktober 2018   | MVV              | 317          | 1741                | 571               |
| 10         | ma 22 oktober 2018   | FC Twente        | 1577         | 3318                | 830               |
| 14         | di 20 november 2018  | Jong Ajax        | 639          | 3957                | 791               |
| 16         | ma 03 december 2018  | FC Den Bosch     | 842          | 4799                | 800               |
| 24         | ma 11 februari 2019  | Go Ahead Eagles  | 871          | 5670                | 810               |
| 31         | vr 29 maart 2019     | Sparta Rotterdam | 581          | 6251                | 781               |

### Toeschouwers Sportcomplex Zoudenbalch
| speelronde | datum               | tegenstander  | toeschouwers | totaal toeschouwers | gem. toeschouwers |
| ---------- | ------------------- | ------------- | ------------ | ------------------- | ----------------- |
| 04         | vr 7 september 2018 | Jong PSV      | 342          | 342                 | 342               |
| 12         | vr 02 november 2018 | Roda JC       | 398          | 740                 | 370               |
| 18         | vr 14 december 2018 | FC Dordrecht  | 253          | 993                 | 331               |
| 20         | zo 13 januari 2019  | Jong AZ       | 629          | 1622                | 406               |
| 22         | ma 28 januari 2019  | RKC Waalwijk  | 375          | 1997                | 399               |
| 26         | ma 25 februari 2019 | TOP Oss       | 324          | 2321                | 387               |
| 27         | vr 01 maart 2019    | Telstar       | 356          | 2677                | 382               |
| 29         | vr 15 maart 2019    | FC Eindhoven  | 183          | 2860                | 358               |
| 33         | vr 05 april 2019    | Almere City   | 314          | 3174                | 353               |
| 36         | ma 22 april 2019    | FC Volendam   | 298          | 3472                | 347               |
| 37         | vr 26 april 2019    | Helmond Sport | 276          | 3748                | 341               |

Agougil ·
Akkerman ·
Azmi ·
El Arguioui ·
Den Boggende ·
Boumenjal ·
Charalampoglou ·
Dithmer ·
Driezen ·
Dris ·
Dundas ·
Edhart ·
Eppink ·
Ghaddari ·
Van Hees ·
Held ·
Jenner ·
Kloosterboer ·
Kooy  ·
Van Riel ·
Rohd Schlichting ·
Varjund ·
Viereck ·
Van der Wegen ·
Yah ·
Coach: Van Dinteren
· Assistent-trainer: Kamminga
· Assistent-trainer: Keller
· Keeperstrainer: Plattel
Dit is de vaste selectie van Jong FC Utrecht. In deze lijst zijn geen spelers van het eerste elftal of de jeugdelftallen opgenomen.
Almere City FC ·
SC Cambuur ·
FC Den Bosch ·
FC Dordrecht ·
FC Eindhoven ·
Go Ahead Eagles ·
Helmond Sport ·
Jong Ajax ·
Jong AZ ·
Jong PSV ·
Jong FC Utrecht ·
MVV Maastricht ·
N.E.C. ·
RKC Waalwijk ·
Roda JC Kerkrade ·
Sparta Rotterdam ·
Telstar ·
TOP Oss ·
FC Twente ·
FC Volendam
2016/17 · 2017/18 · 2018/19 · 2019/20 · 2020/21 · 2021/22 · 2022/23 · 2023/24 · 2024/25